# Kurentovanje

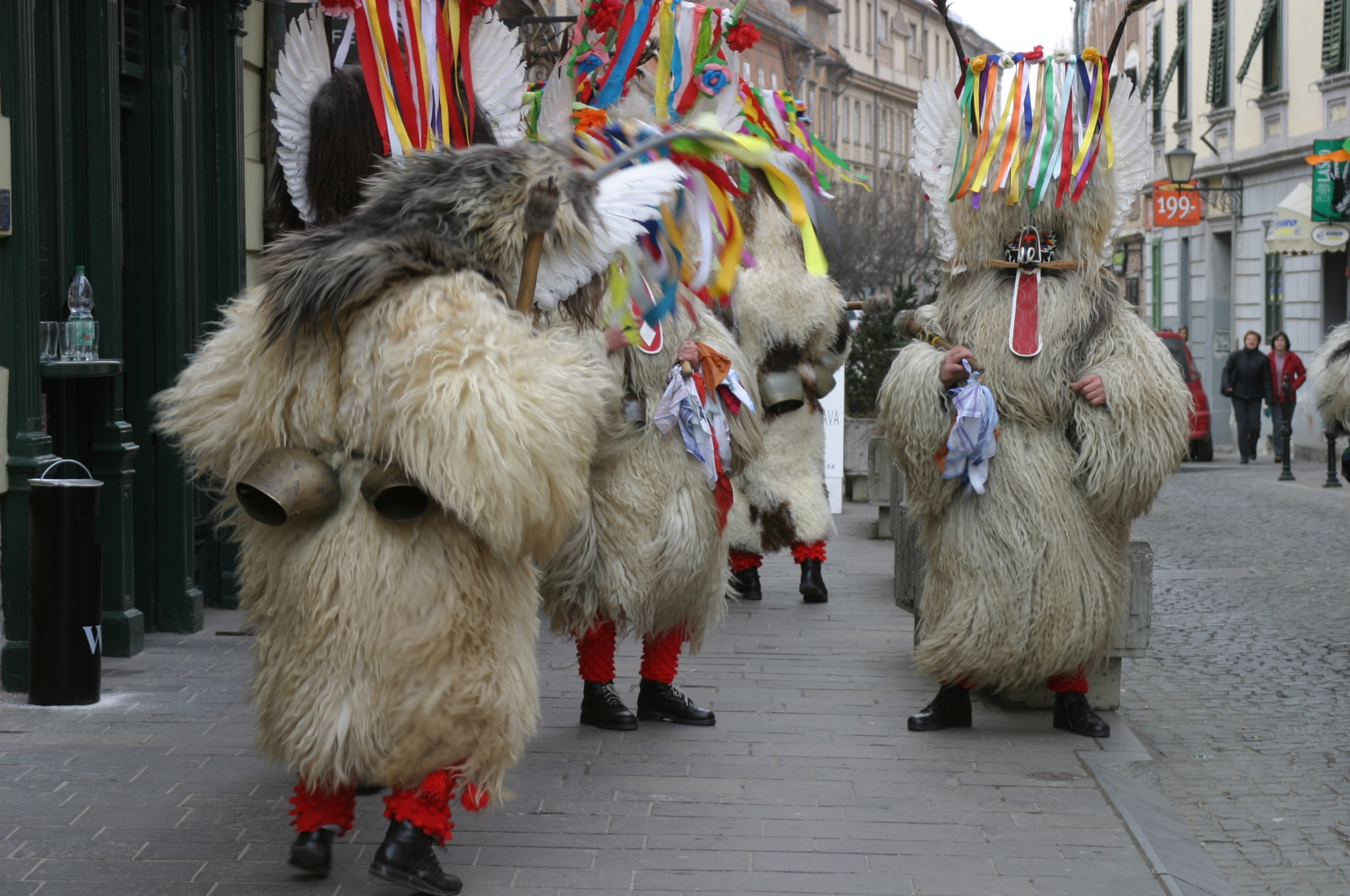
Kurentfigurer i Ptuj, 2004

Kurentovanje är ett samlingsnamn för en slovensk karnevalstradition som inträffar varje år mellan fettisdagen och fastlagssöndagen. Den mest kända figuren i karnevalståget kallas för kurent eller korent. Detta är oftast en man utklädd med fårpäls, och med skallrande koskällor i ett bälte runt magen. På huvudet bär han en ansiktsmask beprydd med näbb, hängande tunga och horn eller fjädrar. Figurerna dansar och låter sina klockor skallra så starkt som möjligt, med avsikten att driva ut det onda (vintern) och välkomna det ljusa (våren). Traditionens hemort är staden Ptuj i nordöstra Slovenien, men numera besöker kurentfigurer flera delar av Slovenien vid den angivna tiden på året – bland annat för att driva ut det onda i parlamentet i huvudstaden Ljubljana.

## Ursprung
Traditionen har rötter i romersk sedvänja som angav månaden februari som en tid för rengöring. Den har förmodligen senare blandats med hedniska och keltiska firanden (bland annat imbolc). Förr i tiden gick kurentfigurerna från gård till gård i slovenska Steiermark (Štajerska) för att jaga iväg vintern och bringa god skörd med dans och klockringande. Husfolket erbjöd korvar och ägg som tack, annars sades kurentfigurerna bringa olycka över boskapen. 
För de kristna är karnevalen en signal till början av fastetiden och förebådar påsken (velika noč), som är den viktigaste katolska högtiden i Slovenien. 
Kurentfigurer exporteras idag som symboler för Slovenien och har representerat landet i olika sammanhang vid festivaler och karnevaler utomlands.